# Kefar ha-Oranim
Kefar ha-Oranim (hebr.: כפר האורנים) – wieś położona w samorządzie regionu Matte Binjamin, w Dystrykcie Judei i Samarii, w Izraelu.
Leży w południowo-zachodniej części Samarii, w otoczeniu terytoriów Autonomii Palestyńskiej.

## Historia
Kamień węgielny pod budowę osady wmurowano w 1984, jednak rzeczywiste zasiedlenie nastąpiło dopiero w 1997.